# Hucisko (Strawczyn)
Pour les articles homonymes, voir Hucisko.
Hucisko est une localité polonaise de la gmina de Strawczyn, située dans le powiat de Kielce en voïvodie de Sainte-Croix.